# Vatten och bröd
Vatten och bröd är en juridisk term för ett fängelsestraff som under en viss period kombinerades med svältning av fången, vilket vid längre straff var förenat med påtaglig och fullt medveten fara för fångens liv och hälsa. I Sverige avskaffades strafformen 1884.

## Historik i Sverige
Fängelse på vatten och bröd har förekommit i två olika former; dels som ett direkt utdömt straff i domstol, och dels som ett skärpningsstraff för den som inte betalat utmätta böter. Redan i Visby stadslag heter det på flera ställen om den som inte förmår erlägga ådömda böter "böte med vatten och bröd" eller "böte med kroppen, nämligen med vatten och med bröd". Även i gårdsrätterna förekommer denna straffart. Att "ligga i tornet eller kistan och äta vatten och bröd" är ett straff som påträffas redan i de äldsta av dessa.
För den allmänna lagstiftningen förblev vatten- och brödstraffet länge så gott som outnyttjat. Bara på ett enda ställe stadgar Magnus Erikssons landslag som förvandlingsstraff att "ligga i konungens häkte och äta vatten och bröd". Från senare hälften av 1600-talet förekommer emellertid fängelse vid vatten och bröd mycket ofta i lagar och författningar dels som förvandlingsstraff, dels som omedelbart ålagt straff. I 1734 års lag gjordes ett ganska rikligt bruk av straffet. Längsta tiden enligt denna lag var 28 dagar, den kortaste fyra. Genom 1864 års strafflag avskaffades vatten- och brödstraffet som omedelbart ådömd bestraffning och bibehölls endast som förvandlingsstraff. Längsta tiden blev då 20, den kortaste tre dagar. Genom lagen av 16 maj 1884 blev slutligen hela denna straffart avlyst i Sverige, och böter förvandlades därefter till vanligt fängelsestraff.
Vatten- och brödstraffet i Sverige verkställdes på följande sätt: utan avbrott och utan rätt för fången att få något salt utöver den ringa kvantitet som ingick i brödransonen. (Dessa restriktioner har stora medicinska konsekvenser.) Därigenom var detta straff till sin huvudsakliga karaktär ett kroppsstraff. Som sådant träffades straffet i viss mån av samma synpunkter som riktats emot de äldre kroppsstraff som avskaffades runt mitten av 1800-talet i Sverige. Den som dömts till böter för ett mindre brott och inte kunde betala, dömdes till vatten och bröd. Många tyckte att det var inkonsekvent, eftersom större förbrytelser "bara" bestraffades med enkelt fängelse.

## I andra länder
I Norge och Danmark förekom i början av 1900-talet fängelse på vatten och bröd fortfarande som omedelbart ådömt straff. En väsentlig skillnad var dock att straffet där redan under 1800-talet verkställdes med avbrott, i allmänhet efter var femte dag, samt att fången jämte vatten och bröd erhöll salt. Dessa skillnader innebär minskade hälsorisker.

## Medicinska aspekter
Snarare än att enbart vara en fråga om obehag och hungerkänslor för den straffade, innebar ett längre straff på vatten och bröd mycket stora hälsorisker på grund av de undermåliga hygieniska förhållandena vid äldre tiders fängelser. De medicinska riskerna med en längre svältkur var minst två. I utmärglat tillstånd blev fången mycket mer sårbar för infektioner, som riskerade att få dödlig utgång. På grund av att fången fick begränsade mängder salt i födan kunde elektrolytobalans också uppstå med förvirring eller medvetslöshet som följd.
Det låg också i själva straffets natur att det skulle uthärdas oavsett konsekvenser; den som insjuknade fick inte straffet avbrutet eller uppskjutet, inte heller tillgång till någon vård.

## Användandet av termen
Själva benämningen vatten och bröd associeras ibland inom fiktionen i filmer och litteraturen i samband med att någon sitter frihetsberövad. Exempelvis i Astrid Lindgrens barnfilm Pippi Långstrump på de sju haven satt Pippi Långstrumps pappa kapten Efraim Långstrump fängslad på vatten och bröd i sjöstaden Porto Piluse då han tillfångatagits av pirater.